# Walter Söhnlein
Walter Söhnlein (* 27. Oktober 1931 in Amberg; † 14. Oktober 2021 in Bad Homburg) war ein deutscher Jurist und Verkehrsforscher.
Söhnlein lehrte öffentliches Recht im Fachbereich Wirtschaft an der Fachhochschule Frankfurt. Er war 29 Jahre lang Ratsmitglied der Stadt Bad Homburg. Er setzte sich in der Verkehrspolitik ein, darunter erfolgreich für den Erhalt der Bahnstrecke Friedrichsdorf–Albshausen durch kommunale Übernahme von der Deutschen Bundesbahn. 1992 erhielt er das Bundesverdienstkreuz am Bande. 2003 erhielt er den Saalburgpreis.
Von 2005 bis 2017 verfasste Walter Söhnlein etwa 450 Artikel für die deutschsprachige Wikipedia.

## Publikationen
- mit Willi Groß: Allgemeiner Teil. (= Bürgerliches Recht für Wirtschaftswissenschaftler, Band 1), Betriebswirtschaftlicher Verlag Gabler, Wiesbaden 1973, ISBN 3-409-72711-6. [6., überarbeitete Auflage: 1993 als Allgemeiner Teil. Einführung, Vertrag und Willenserklärung, Nichtige und anfechtbare Rechtsgeschäfte, Stellvertretung, Verjährung.]
- Schuldrecht. Besonderer Teil. (= Bürgerliches Recht für Wirtschaftswissenschaftler, Band 3), Betriebswirtschaftlicher Verlag Gabler, Wiesbaden 1976, ISBN 3-409-72731-0. [4., überarbeitete Auflage: 1990 als Besonderer Teil. Fall, Systematik, Lösung, Schuldrecht.]
- Die öffentlichen Verkehrsbetriebe des Deutschen Reiches. Verlag Zeit und Eisenbahn, Pürgen 1977, ISBN 3-921304-30-X.
- Bad Homburg v. d. Höhe, 150 Jahre öffentlicher Verkehr und Stadtstruktur. (= Mitteilungen des Vereins für Geschichte und Landeskunde Bad Homburg vor der Höhe, Heft 33), Verlag Zeit und Eisenbahn, Pürgen 1977, ISBN 3-921304-41-6.
- mit Jürgen Leindecker: Die Frankfurter Lokalbahn und ihre Elektrischen Taunusbahnen. GeraMond, München 2000, ISBN 3-932785-04-5.
- mit Gerta Walsh: Bahn frei! Schienenwege in den Taunus 1860–1910 – 2010. 150 Jahre Eisenbahn und 100 Jahre Lokalbahn von Bad Homburg vor der Höhe nach Frankfurt am Main. Societäts-Verlag, Frankfurt am Main 2010, ISBN 978-3-7973-1223-5.
- mit Andreas Christopher: Erfolgsgeschichte Taunusbahn. Von der Weiltalbahn, Homburg-Usinger Bahn und Solmsbachtalbahn zur Erfolgsgeschichte Taunusbahn. ArGe Drehscheibe, Köln 2013, ISBN 978-3-929082-31-9.
- mit Andreas Christopher: Geschichte und Bahnen im Osten. (= Geschichte und Bahnen der Aktiengesellschaft für Verkehrswesen, Band 1), Lenz & Co., Deutsche Eisenbahn-Gesellschaft. Arbeitsgemeinschaft Drehscheibe, Eningen unter Achalm 2017, ISBN 978-3-929082-35-7.
- mit Andreas Christopher: Bahnen im Westen und in den Kolonien. (= Geschichte und Bahnen der Aktiengesellschaft für Verkehrswesen, Band 2), Lenz & Co., Deutsche Eisenbahn-Gesellschaft. Arbeitsgemeinschaft Drehscheibe, Eningen unter Achalm 2017, ISBN 978-3-929082-36-4.